# Bouwfraude
Bouwfraude is fraude die gepleegd wordt bij het bouwen van bijvoorbeeld infrastructuur. 

## Nederland
In Nederland zijn vanaf 1990 (tot rond 2000) onregelmatigheden opgetreden bij de aanbesteding van vooral overheidsprojecten. Dit is in 2002 onderzocht in een parlementaire enquête naar de bouwfraude.
Een van de spelers in de zogenaamde bouwfraude-affaire was Koop Tjuchem. Dit wegenbouwbedrijf kwam in 2001 in opspraak toen oud-directeur Ad Bos een schaduwboekhouding openbaarde. Een andere betrokken partij in het onderzoek naar bouwfraude was Heijmans NV.
Aannemers verdeelden onder elkaar de opdrachten, die openbaar aanbesteed moesten worden. De verkrijger van de order vergoedde aan de concurrenten minstens de kosten van het uitbrengen van de offerte. Deze afspraken kwamen tot stand in regelmatige vergaderingen.
In een aantal gevallen werden ambtenaren gefêteerd of regelrecht omgekocht. In totaal maakten 344 Nederlandse bouwbedrijven zich schuldig aan fraude. Op 11 februari 2005 kwam de bouwwereld met de regering een schadevergoeding overeen van 70 miljoen euro.